# Nikola Maštrović
Nikola Maštrović (Majstrović) (Makarska, 1791. − Beč, 1851.), hrvatski vojni zapovjednik, inženjer niskogradnje, diplomat, obnovitelj i graditelj otočačkog kraja, slikar.
Jedan je od zaboravljenih hrvatskih uglednika.

## Životopis
Rodio se je u Makarskoj 1791. godine. U Mletcima je završio temeljno školovanje. U Zadru je studirao na liceju, gdje je postao inženjer niskogradnje (voda i cesta). Kad su bili napoleonski ratovi, prijevio se je u vojsku maršala Marmonta 1810. godine. Došao je do položaja zapovjednika straže ljubljanske tvrđave. Novi vojni raspored koji je dobio bila je 4. hrvatska regimenta u Slunju. Sljedeći raspored bio je Trst. U Trstu je bio kod guvernera Ilirskih pokrajina generala Junota vojni tumač. Slijedi vojni angažman u Veroni. Zbog junaštva iskazanog u vojnim operacijama dobio je odličje i čin kapetana 1814. godine.
Nakon Napoleonova pada, prešao je u istom činu u austrijsku vojsku, a na zagovor princa Eugena Beuharnaisa i grofa Lavala Nugenta. U austrijskoj vojsci opet je sudjelovao u ratnim operacijama. Borio se je protiv napuljskog kralja. Kod Jakina (Ancone) papa Grgur XVI. odlikovao ga je Redom Grgura Velikog.
Poslije vojne epizode, uslijedila je diplomatska. Grof Nugent ga je poslao u diplomatske misije u Aleksandriju, Napulj i Marseilles. 1820. se je godine vratio u rodne južne hrvatske krajeve. Odandje je premješten u Ugarsku te potom u Beč.
U Otočcu je boravio kao pukovnik Otočke pukovnije od 1843. do 1849. godine, kamo je stigao iz Beča. Premještaj iz Beča bio je na njegov izričiti zahtjev. Od Dvorskog ratnog vijeća, sukladno svojim hrvatskim domoljubnim osjećajima, zahtijevao je da ga se premjesti iz udobnosti carske prijestolnice u jednu od hrvatskih pukovnija na Vojnoj granici.
Premda nije rođenjem Otočanin, stekao je naziv "otac kraja" zbog svega što je napravio za taj kraj.
Za razliku od onih koji su prije njega bili na tom položaju, mnogo se zauzeo za pučanstvo kraja gdje je došao. Nikola Maštrović je djelovao u Otočcu na kulturnom, duhovnom i gospodarskom polju od 1843. do 1847. godine. Osnovao je malu amatersku Otočku kazališnu družinu koja je igrala vrlo popularnoga Kotzebuea na njemačkom, ali i predstavu Drvodjelja iz Petrograda iliti Kočijaš Petra Velikoga na hrvatskom jeziku. Koliko je Otočac bio u kulturnom području napredan za Maštrovićeva boravka u Otočcu, govori činjenica da je primjerice kazališna premijera Kotzebuea u Zagrebu kasnila 11 godina za otočačkom. Uz to, u to je vrijeme u Otočcu (9. ožujka) 1844. izvedena predstava na hrvatskom jeziku, što se nije dogodilo u znatno poznatijim hrvatskim kazališnim sredinama. Kao veliki ljubitelj glazbe, izborio je to da se u Otočcu održavaju koncerti i glazbene večeri.
Socijalna i humanitarna uloga koju je Maštrović pokazao prema ovom neimaštinom i glađu pogođenom kraju bila je velika. Na svoj je trošak gladnima kupovao hranu. Mnogo se je zauzimao za socijalnu skrb. U godinama gladi i neimaštine, zalagao se je za humanitarnu pomoć. Organizator je zdravstvene zaštite otočačkog kraja. Prva bolnica u ovom kraju bila je bolnica koju je osnovao baš on.
Pridonio je gradskoj infrastrukturi. Uredio je glavnu gradsku ulicu. Gradio je ceste, škole, zdravstvene i upravne objekte. Dok je bio zapovjednikom pukovnije, izgrađen je pukovnički kvartir (zgrada pukovnije). Sproveo je hidrotehničku melioraciju Krbavskog polja i oko rijeke Gacke.
Duhovnosti građana pridonio je gradnjom i obnovi crkava (Otočac, Priboj i Vrhovine), ukupno 36 crkava i kapela. O svom je trošku tiskao svojevrsni poučni priručnik kritičko-filozofsko-moralno-etičkoga i vjerskoga sadržaja, epistolarna oblika, koji je tiskao u Beču 1845. godine. Priručnik je naslova Knjiga gospodina oberstara Maštrovića svojiem Otočanom.
Iz toga vremena datiraju važni hrvatsko-armenski kontakti. Iz njegova dopisivanja s armenskim redovnicima mhitarističke kongregacije u Beču, osobito s monsinjorom Azarijanom, vidi se da je katoličke crkve u Priboju i Vrhovinama, te mnoge crkve na području oko Plitvičkih jezera, sagradio ili obnovio upravo zahvaljujući armenskoj katoličkoj zajednici u Beču.
Nakon boravka u Otočcu, opet je otišao u rat. Revolucionarne 1848. otišao je u sjevernu ltaliju s Prvom i drugom bojnom svoje pukovnije. Opet se je, kao i prije, istakao ratnim zaslugama u Italiji, te je za to dobio čin generala. Ratovao je pod zapovjedništvom maršala Radetzkog. Zbog izvanrednih zasluga generala Maštrovića, Radetzky ga je osjetio kao takmaca, zbog izvrsnih vojnih sposobnosti i ugleda u narodu. Za to spriječiti, spletkama ga je naglo umirovio 1849. godine. Pogođen duboko spletkama i nepravdama, razbolio se je dok je bio u Beču i umro 1851. godine.
Leksikon Znameniti i zaslužni Hrvati te spomena vrijedna lica u hrvatskoj povijesti od 925–1925 spominje ga i kao slikara. Prijateljevao je s hrvatskim preporoditeljima i uglednicima kao što su Josip Jelačić, Ljudevit Gaj, Petar Preradović. Maštrović je financirao hrvatska preporodna nastojanja, pa ga nalazimo među predbrojnicima Zore dalmatinske iz Zadra, urednika Ante Kuzmanića. Kao ljubitelj umjetnosti, Maštrović je mnogo čitao i zagovarao čitanje knjiga, osobito onih na hrvatskom. Sam Maštrović pisao je na materinskom hrvatskom, na
talijanskom i na njemačkom.
U spomen na Nikolu Maštrovića, Otočac mu se odužio postavljanjem spomen-ploče u gradskom središtu i davanjem imena ulici u gradu.
Hrvatska povijesna znanost ga je bila zaboravila, posebice ona iz doba Jugoslavijâ. To se nije dogodilo zbog znanstvenih razloga, nego zbog činjenice što se u Jugoslavijama osobito sustavno
marginaliziralo sve hrvatske vojnike, posebice one iz doba prije 1918. godine. Maštrovićeva politička i povijesna uloga nije bila u skladu s načelnim ideološkim određenjima Jugoslavija, jer su bile protuhrvatskog karaktera, hrvatskom su vojnom duhu namijenile povijesni zaborav, zatirale su i sami spomen na slavnu hrvatsku vojničku povijest, zatomljavajući Hrvatima ostvarivanje sve punoće svog bića.

## Radovi o njemu
- Tihomil Maštrović; Vjekoslav Cezar Pavišić, Nikola Maštrović, Manja Kostelac-Gomerčić, Jagoda Marković, Franz Bach, Ašot Hovakimjan, Antun Abramović: General Nikola Maštrović : život i djelo jednog hrvatskog časnika,  Erasmus naklada, Zagreb, 1996., ISBN 9536132192[4]

## Vanjske poveznice
- Nikola Blaž Ivan Majstrović - životopisni podatci